# Ctenochaetus hawaiiensis
Ctenochaetus hawaiiensis är en fiskart som beskrevs av Randall, 1955. Ctenochaetus hawaiiensis ingår i släktet Ctenochaetus och familjen Acanthuridae. IUCN kategoriserar arten globalt som livskraftig. Inga underarter finns listade i Catalogue of Life.